# Драни
Драни́ — село в Україні, в Опішнянській селищній громаді Полтавського району Полтавської області. Населення становить 16 осіб.

## Географія
Село Драни примикає до села Батьки.

## Економіка
- Молочнотоварна ферма.